# Villa Albertini
La villa Albertini est une villa située dans la localité de Greschmattò, à Gressoney-Saint-Jean, en Vallée d'Aoste.

## Histoire
Conçue par l'architecte milanais Achille Majnoni d'Intignano et par l'ingénieur Tancredi Aluffi, la villa est construite entre 1924 et 1926 à la demande du journaliste et écrivain ancônitain Alberto Albertini et de sa femme, Paola Giacosa.

## Description
La villa se situe dans un vaste terrain dans la localité appelée Greschmattò, pas loin du château Savoie.

## Galerie d'images

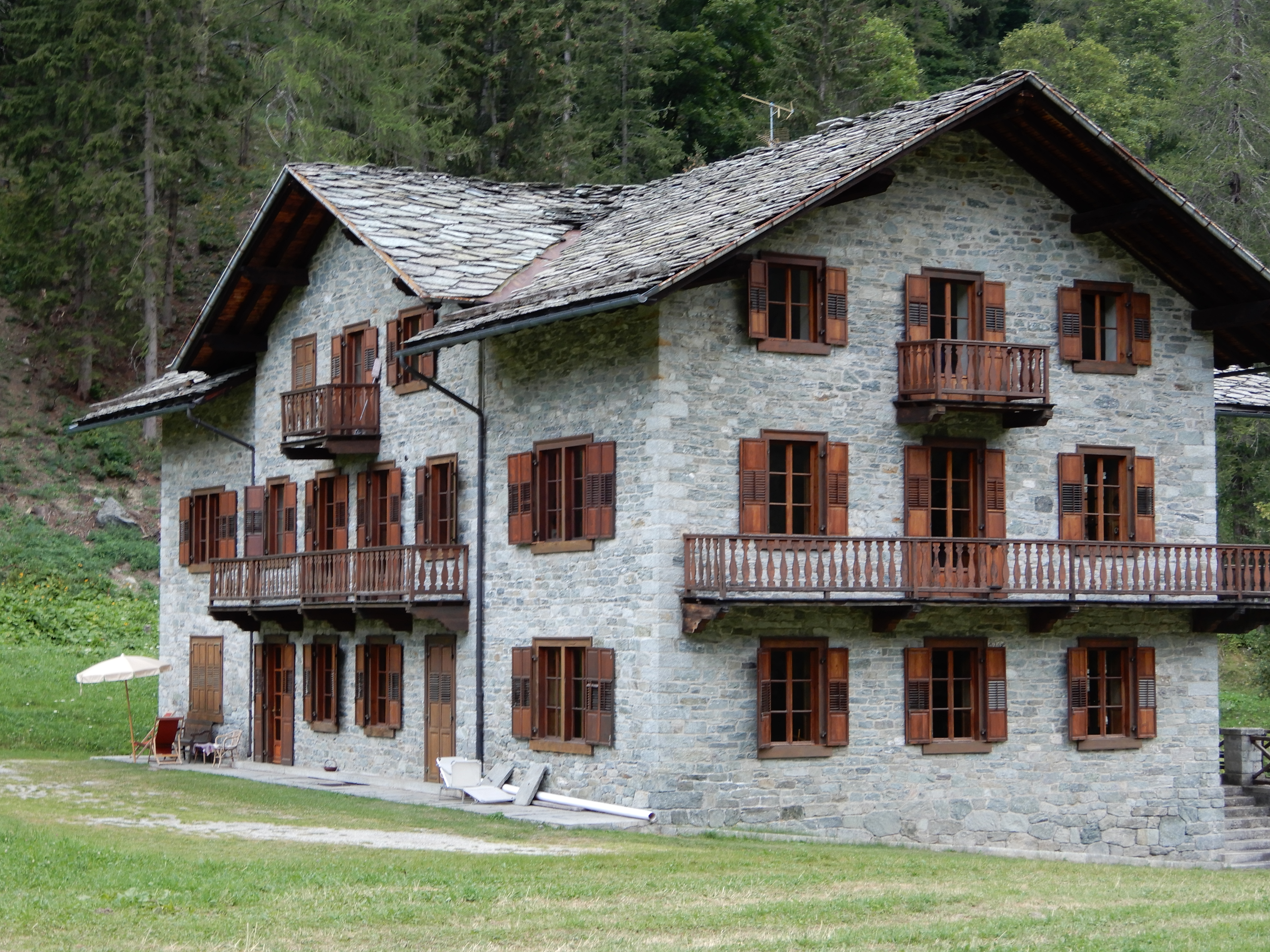
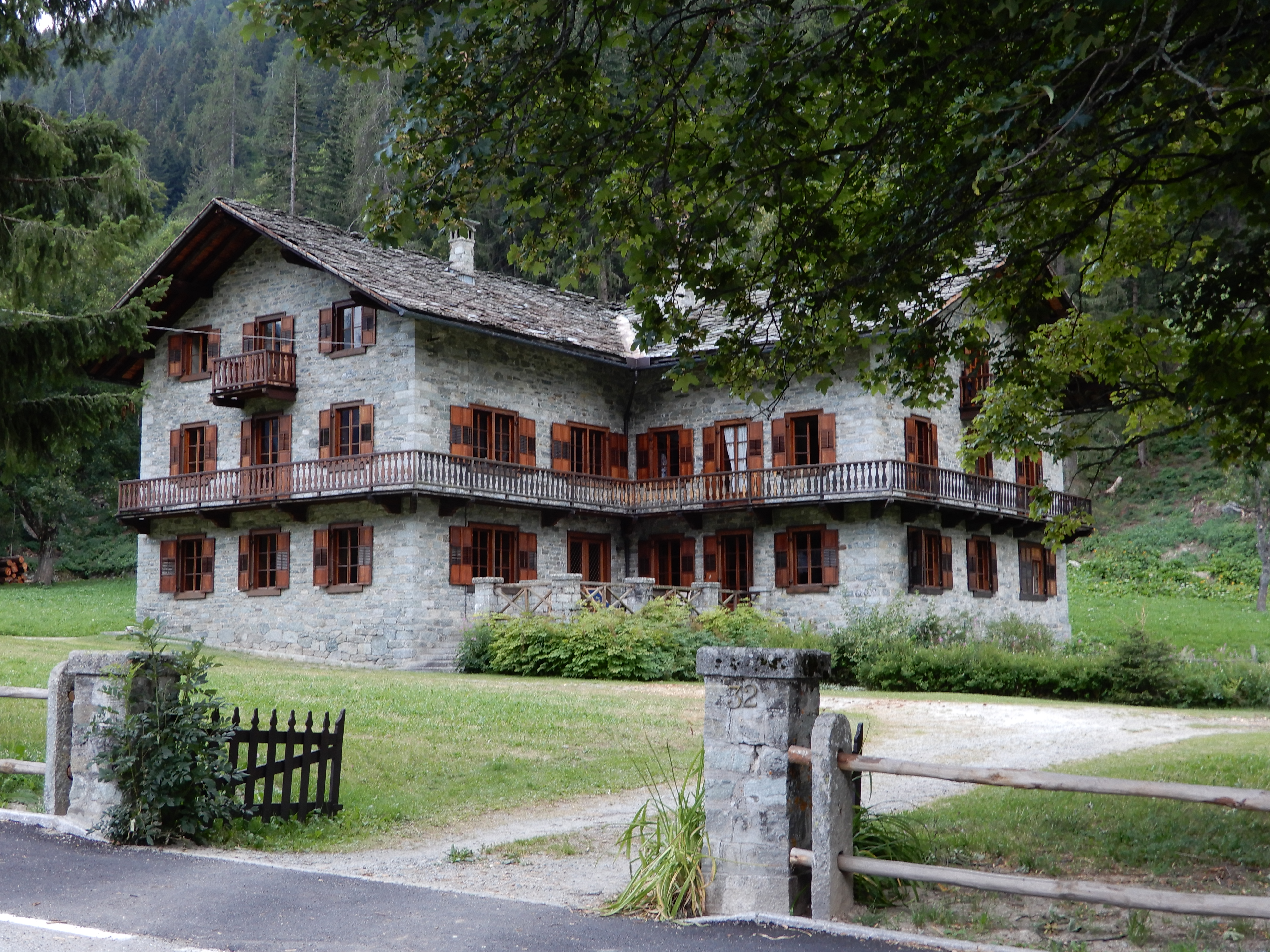
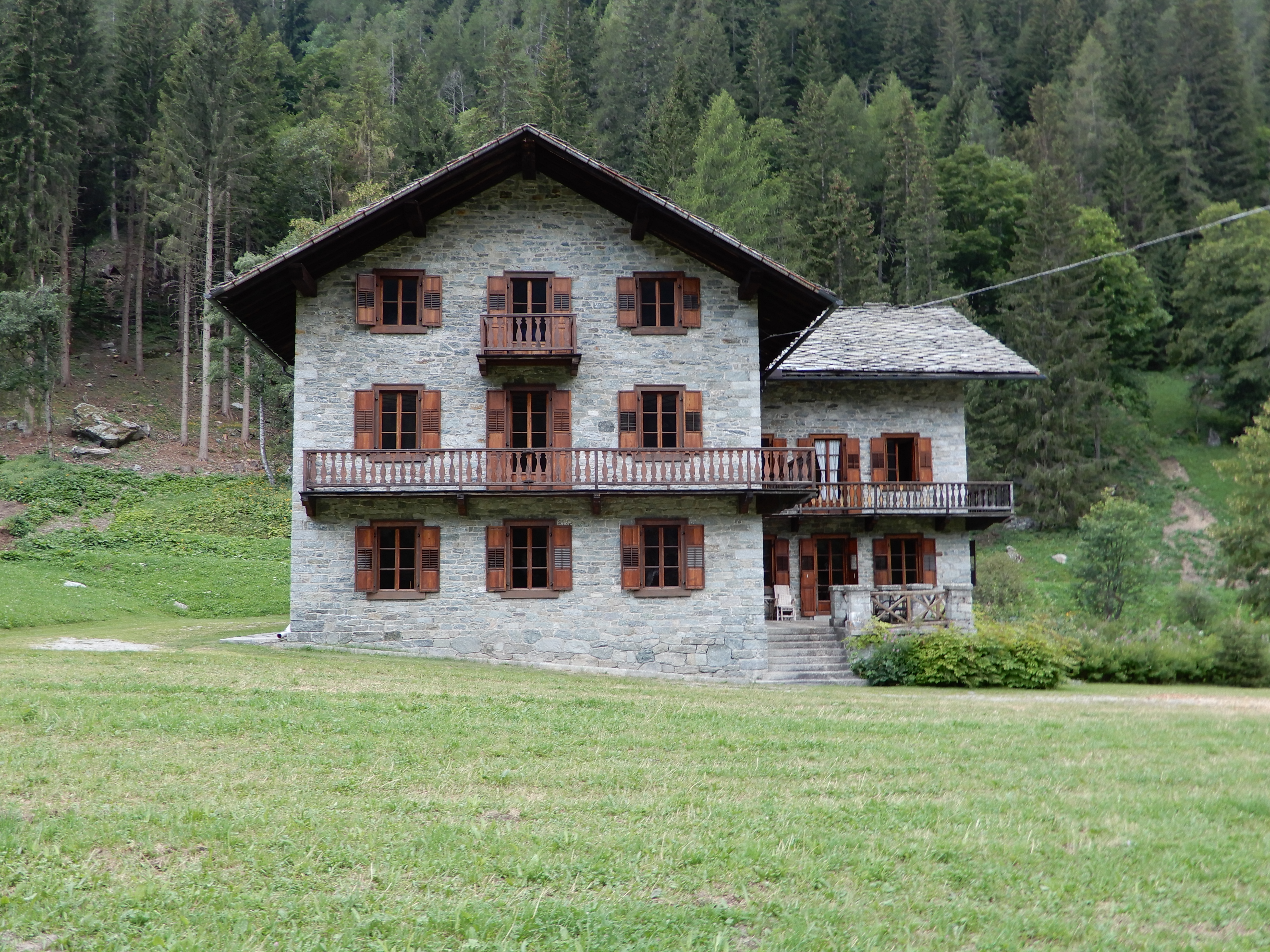